# Jagdgeschwader 137
Jagdgeschwader 137 (dobesedno slovensko: Lovski polk 137; kratica JG 137) je bil lovski letalski polk (Geschwader) v sestavi nemške Luftwaffe.

## Organizacija
- štab
- I. skupina
- II. skupina[1]